# Metro van Wuxi
De metro van Wuxi is een vorm van openbaar vervoer in de Chinese miljoenenstad Wuxi, in het zuiden van de provincie Jiangsu. Vijf lijnen met 89 stations, waarvan 8 met overstapmogelijkheden tussen de lijnen, op een traject van 145 km werden sinds juli 2014 in gebruik genomen. In 2024 gebruikten 228 miljoen reizigers het metrosysteem, of gemiddeld 623.000 reizigers per dag. De piekdag tot juni 2025 is 16 februari 2024, toen 1.411.200 reizigers de metro namen.

## Lijnen
| Lijn | Eindbestemmingen                                   | Geopend    | Lengte   | Stations |
| ---- | -------------------------------------------------- | ---------- | -------- | -------- |
| 1    | Yanqiao - Nanfangquan                              | 2014, 2019 | 34,60 km | 27       |
| 2    | Meiyuan Kaiyuan Temple - Wuxi East Railway Station | 2014       | 26,30 km | 21       |
| 3    | Sumiao - Sunan Shuofang International Airport      | 2020       | 28,50 km | 21       |
| 4    | Liutan - Wuxi Taihu International Expo Center      | 2021       | 25,40 km | 18       |
| S1   | Yanqiao - Jiangyin Waitan (Jiangyin)               | 2024       | 30,40 km | 10       |

## Tarieven
De metro van Wuxi hanteert kilometertarieven in functie van trajectlengte met minimaal 2 yuan voor elke afstand tot en met 5 kilometer, 3 yuan voor meer dan 5 kilometer en maximaal 10 kilometer, 4 yuan voor het afleggen van meer dan 10 kilometer en maximaal 15 kilometer en 5 yuan voor het afleggen van meer dan 15 kilometer en maximaal 22 kilometer. Als men meer dan 22 kilometer aflegt, wordt 1 yuan bovenop die 5 yuan in rekening gebracht voor elke extra 7 tot 9 kilometer. De duurste tickets eind 2024 zijn 10 yuan. Daarnaast zijn er kortingen en vrijstellingen voor specifieke bevolkingsgroepen en leeftijdscategorieën.

## Ligging

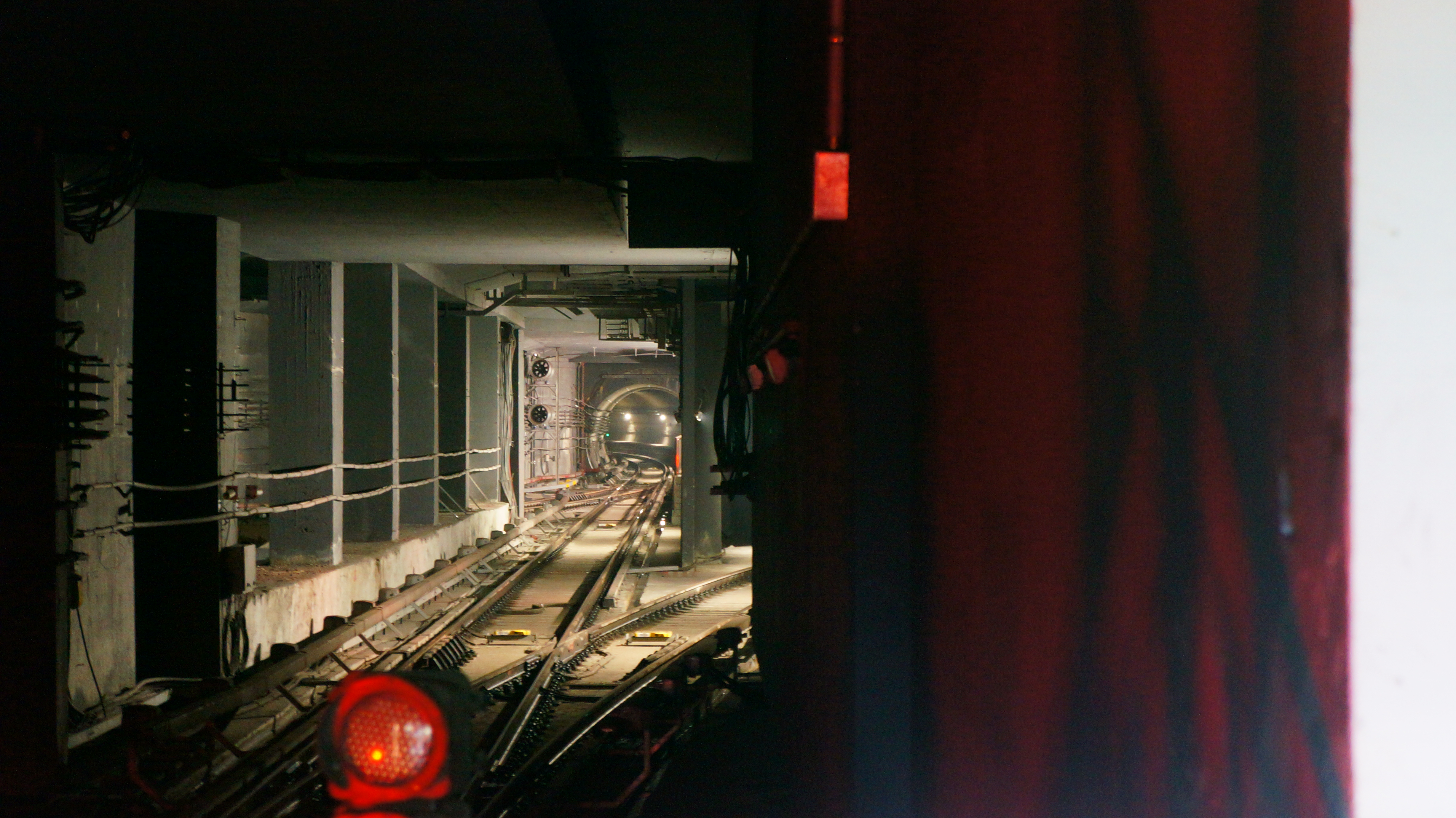

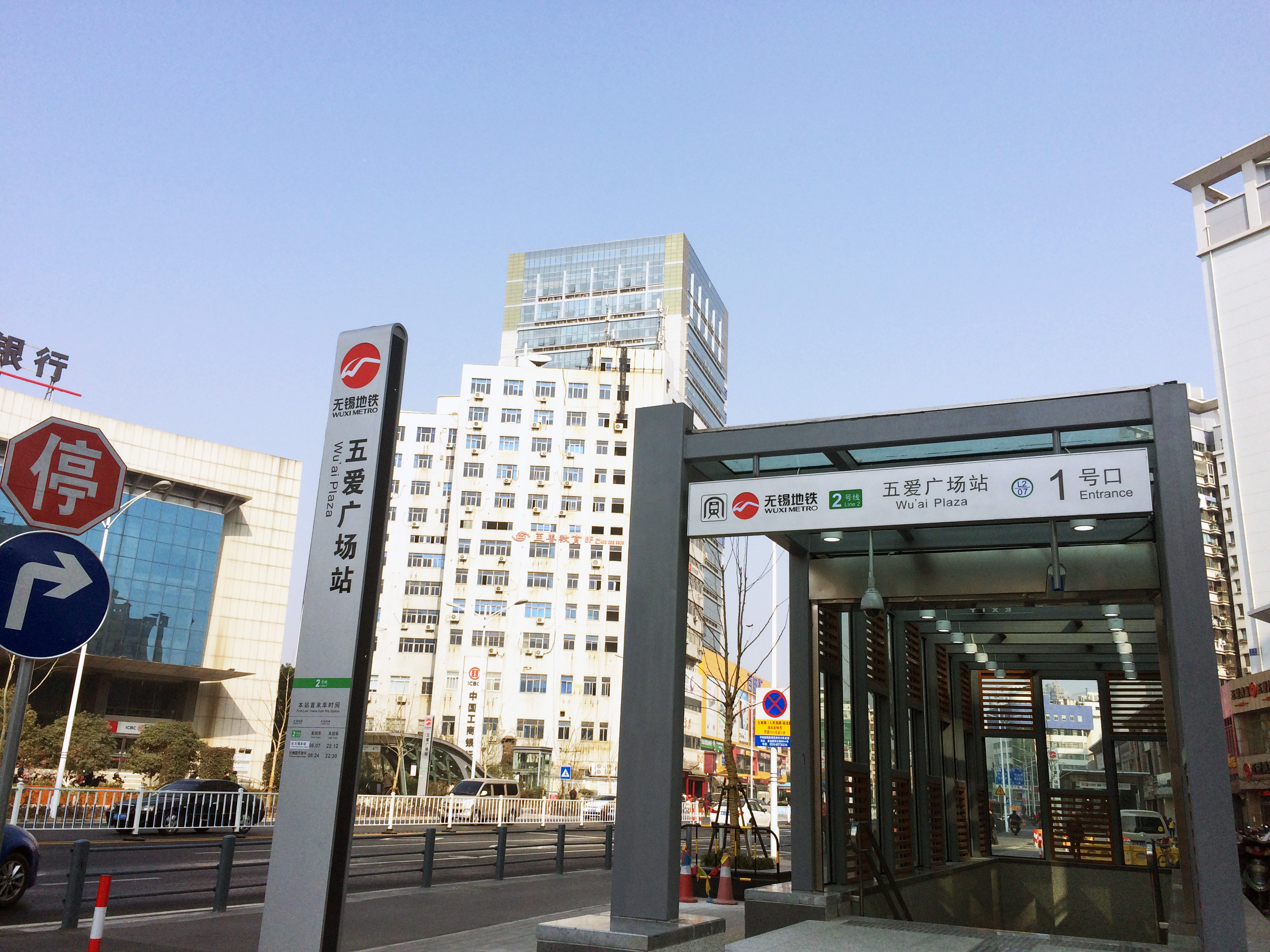